# فيلهلم تمبل
فيلهلم تمبل (بالألمانية: Ernst Wilhelm Leberecht Tempel)‏ (و. 1821 – 1889 م) هو عالم فلك من ألمانيا.
توفي عن عمر يناهز 68 عاماً.

## جوائز
حصل على جوائز منها:
- Lalande Prize [الإنجليزية]‏ (1861).